# Пермь (телерадиокомпания)
Государственная телевизионная и радиовещательная компания «Пермь» — филиал ФГУП «Всероссийская государственная телевизионная и радиовещательная компания» в Пермском крае.

## История
Краевое радиовещание ведётся с 6 ноября 1927 года. Компания создана 27	ноября 1938 года как Комитет радиоинформации и радиовещания Исполнительного комитета Пермского областного совета депутатов трудящихся.
В 1958 году был образован Радиотелецентр Пермского областного комитета по радиовещанию и телевидению. В 1992 году он был переименован в Пермскую государственную телекинорадиокомпанию, в 1999 году — в Пермскую государственную телерадиокомпанию «Т7». В декабре 2006 года была реорганизована в ГТРК «Пермь».

## Теле- и радиоканалы
- Телеканал «Россия-1 Пермь»; (Россия 1)
- Телеканал «Россия-24 Пермь»; (Россия 24)
- Радиоканал «Радио России Пермь»; (Радио России)
- Радиоканал «Радио Маяк Пермь»; (Радио Маяк)
- Радиоканал «Вести-FM Пермь»; (Вести FM)

- Газета «Эфир» — учреждена в 1958 году как еженедельник «Радио и телевидение», с 1992 года носит название «Эфир»;
- «Т7-Интернет» — зарегистрирована как СМИ в апреле 2002 года.
- "Коммерческий отдел ГТРК «Пермь».

## Телепроекты
- «Специальный репортаж» — специальные репортажи, подготовленные журналистами ГТРК «Пермь»[3].
- «Вести Пермь» — главные новости Пермского края[4].
- «Гость студии» — интервью на актуальные темы с представителями органов власти, общественниками, деятелями культуры и другими важными людьми края[5].
- «Кудымкар» — программа о жизни города Кудымкара и Коми-Пермяцкого округа на коми-пермяцком языке[6].
- «Вести. Здоровье» — программа, направленная на формирование у населения Пермского края ответственного отношения к своему здоровью[7].
- «Вести с думой» — авторская программа о деятельности Пермской городской думы[8].
- «События недели» — обзор главных событий края за минувшую неделю[9].
- «Приметы времени» — цикл телевизионных программ о роли Прикамья в российской и мировой истории XX века[10].
- «Край трудовой доблести» — проект ГТРК «Пермь» и Законодательного Собрания Пермского края, посвященный подвигу жителей Прикамья в годы Великой Отечественной войны[11].
- «Пермь 300» — сюжеты и программы ГТРК «Пермь», посвященные истории города, а также подготовке к предстоящему празднованию 300-летия краевой столицы[12].
- «Дежурная часть» — криминальная хроника, серьёзные аналитические материалы правоохранительной тематики, профилактические и информационные сюжеты, актуальные интервью с сотрудниками ГУ МВД России по Пермскому краю[13].
- «Парады победы» — программа в честь 75-летия Победы в Великой Отечественной войне о самых ярких и масштабных Парадах Победы в Перми, начиная с 1985 года[14].